# Julio Subercaseaux
Julio Bernardo Subercaseaux Barros (5 de abril de 1926-Santiago, 30 de enero de 2012) fue un abogado y político chileno.

## Primeros años de vida
Nació en 1926, hijo de Julio Subercaseaux Aldunate e Isabel Barros Vicuña. Estudió en el Liceo Alemán de Santiago, donde egresó en 1946. Enseguida, ingresó a la Facultad de Derecho de la Universidad de Chile; juró como abogado en marzo de 1951; su tesis se tituló: Estudio de la transferencia en las concesiones carboníferas.

### Matrimonios e hijos
Se casó con Mary Rose Mac-Gill Herrera, matrimonio del cual nacieron cuatro hijos. En su segundo matrimonio, se casó con Mónica Allen Fisher y tuvieron tres hijos.

## Vida pública
Trabajó durante 17 años en la Fiscalía del Banco Sud Americano, donde jubiló en 1962, en la Caja Bancaria de Pensiones. También fue presidente del Sindicato de Empleadores Agrícolas de San Antonio. Fue socio del Club de La Unión, del Club de Polo y Equitación San Cristóbal y Club Hípico de Santiago.
Militó en el Partido Conservador: Fue presidente de la Juventud Conservadora, miembro de la directiva de su partido desde 1943 y vocal de la Junta Ejecutiva del mismo. Tras la división del conservadurismo de 1949, formó parte del Partido Conservador Socialcristiano y del Partido Conservador Unido. Posteriormente ingresó al Partido Nacional, del cual fue vicepresidente en un período.
En 1961 fue elegido diputado por la Séptima Agrupación Departamental "Santiago", Primer Distrito, para el período 1961-1965; integró la Comisión Permanente de Trabajo y Legislación Social; y la de Economía y Comercio.
En 1978 integró el Grupo de Estudios Constitucionales (o «Grupo de los 24»), opositores a la dictadura militar y donde presidió la Subcomisión de Sistemas Electorales y Partidos Políticos. En 1982 fue uno de los fundadores de Derecha Republicana (posteriormente Partido Republicano) y en 1988 participó en la fundación del Partido por la Democracia (PPD).
Fue embajador de Chile en Turquía, en 1991, durante el gobierno de Patricio Aylwin Azócar.

## Historial electoral

### Elecciones parlamentarias de 1989
- Elecciones parlamentarias de 1989, para la Circunscripción 15, La Araucanía Sur, votación candidatos por Circunscripción 15, La Araucanía Sur, senadores 1989.[1]